# Carmelina Sánchez-Cutillas
Carmelina Sánchez-Cutillas Martínez (Madrid, 1921 - Valencia, 22 de febrero de 2009) fue una escritora española en valenciano y español que cultivó la poesía, la narrativa y la historia.

## Biografía
Carmelina Sánchez-Cutillas nació en Madrid; durante mucho tiempo se creyó que en el año 1927, pero investigaciones recientes han descubierto que la fecha real de nacimiento fue el 23 de junio de 1921. Después de una corta etapa en Barcelona, su familia se trasladó definitivamente a la ciudad de Valencia. Pasó su infancia en Altea, donde vivió bajo la influencia de su abuelo, el historiador alteano Francisco Martínez y Martínez, quien tuvo una gran influencia tanto en su vida como escritora, como en su amor a los libros de historia. Esta circunstancia incide, de hecho, en su posterior actividad intelectual. Cursó estudios de Filosofía y Letras en la Universidad de Valencia y más tarde entró a colaborar en el diario Levante, donde se ocupó de las páginas culturales y escribió artículos de tema histórico y literario, de hecho estuvo colaborando en el suplemento Valencia del diario asiduamente con Beatriu Civera entre 1954 y 1970. Esta no fue una actividad aislada, ya que, junto con estos artículos, Carmelina Sánchez-Cutillas publicó varios estudios sobre historia y literatura medieval, tanto en castellano como en valenciano, como Don Jaime el Conquistador en Alicante (1957), Lletres closes de Pere el Cerimoniós endreçades al Consell de València (1967) o Jaume Gassull, poeta satíric valencià del s. XV (1971).
Como escritora de creación, Carmelina cultivó principalmente la poesía y es una de las figuras que conforman la generación poética de los cincuenta, o de la posguerra, junto con Valls, Matilde Llòria, Maria Ibars, Vicent Andrés Estellés o Maria Beneyto, entre otros . Asimismo, también es autora de la novela Matèria de Bretanya (1976), obra galardonada con el Premio Andròmina 1975 y de extraordinaria aceptación entre el público lector. Además, es autora de dos narraciones  El llamp i la sageta dels records i A la reverent e honrada Sor Francina de Bellpuig, monja professa al convent de la Puritat cara cosina nostra  (1981), en el que Carmelina emplea el artificio historiográfico para hacerlo pasar como transcriptora de un texto medieval de Sor Isabel de Villena.
En Matèria de Bretanya reflexiona sobre el pasado, sobre los recuerdos y la mitología. Es esta temática la que se ve desarrollada en su poemario más ambicioso, Els jeroglífics i la pedra de Rosetta (1976), donde son constantes las referencias al bagaje mitológico y legendario de diversas culturas. Antes, sin embargo, en plena década de los sesenta, publicó otros dos poemarios de estética realista (sobre todo el primero): Un món rebel (1964) i Conjugació en primera persona (1969). Su producción no acabó con estas obras. En 1980 publicó su último poemario Llibre d’amic e amada, más cercano a la esrética del poemario de 1969 que a Els jeroglífics. Finalmente, en 1997 se editó de forma íntegra la Obra poètica de Carmelina Sánchez Cutillas, que recoge el conjunto de sus composiciones.
Murió a los 82 años, el 21 de febrero de 2009 en la ciudad de Valencia. En 2011, su biblioteca y archivo fueron donados a la Biblioteca Valenciana Nicolau Primitiu.

## Carmelina periodista
Las primeras obras publicadas por Carmelina se hacen en el semanal del diario Levante.
Una de las facetas más cultivada por Carmelina fue la de las colaboraciones en revistas como Assumpta, Sicaina, València Cultural, Pensat i Fet, l’Altar de Russafa, l’Altar del Mercat, Mare de Dèu de Concentaina, y fundamentalmente el suplemento Valencia del Diario Levante.

## Carmelina poeta
Sus primeros poemarios los escribió en castellano y fueron: Virazón y Terral, y Versos para un río muerto, que no tuvieran ningún relieve.
En general su poesía tuvo poca importancia literaria, excepto entre amigos. De hecho, sus poemas tuvieran reconocimiento antes por la Universidad de Kentucky, la cual premió su obra, convirtiéndose en la primera institución en otorgarle un premio por Un mundo rebelde. Esta obra quedó finalista del Premio Valencia de Poesía de la Diputación de Valencia, 1964. En España, tanto Un mundo rebelde como Conjugación en primera persona debieran ser publicados por la propia Carmelina.
Libro de amigo y Amanda, recibir una subvención del Ayuntamiento de valencia en 1980 para publicarlo.
Escribió Codolada, composiciones en versos octosil.labs de carácter humorístico y satírico.
También fue galardonada en los "Juegos Florales de Lo Rat Penat".

## Carmelina historiadora
Los trabajos de investigación histórica son los que más relevancia y mayor éxito tuvieron; de hecho estos reciben asiduamente premios, por ejemplo en concursos convocados por Lo Rat Penat. Cabe destacar su trabajo sobre la guerra de Aragón y Castilla entre los dos Pedros, que fue galardonado en los Juegos Florales de Lo Rat Penat y más tarde publicado por La editorial Dalmau de Barcelona en versión catalana, ya que el trabajo lo escribió en castellano.
1957 El Instituto de Estudios Alicantinos publicó uno de sus trabajos premiados, Don Jaime El Conquistador en Alicante y se convirtió en el primer libro publicado de Carmelina. Como historiadora escribió sobre Jaime I (biografía que fue premiada en los Juegos Florales de Lo Rat Penat de 1955), Sor Isabel de Villena, las mujeres de la Edad Media, la literatura del Siglo de Oro Valenciano, San Vicente Ferrer, o el origen del teatro.
Trabajó durante casi 30 años en investigación histórica, y publicó dos libros de historia, cinco ponencias para congresos (con numerosas publicaciones como el Congreso Luso-español de Historia Medieval (Oporto, junio de 1968), el IX Congresso di Storia Della Corona de Aragona (Nápoles, abril 1973) o los congresos de Historia de Aragón, VIII (Valencia, 1967) y X (Zaragoza, 1976)), y más de un centenar de artículos en diversos medios, y recibió una decena de premios por trabajos presentados en los Juegos Florales de lo Rat Penat, como D. Jaime y el Puig de Santa María, premiado por la Diputación de Valencia, 1956 o Lletres closes de Pere el Cerimoniós, que es el segundo libro galardonado en los Juegos Florales de lo Rat Penat y publicado en el 67 por la editorial Barcino, en versión catalana.
También recibieron premios en los Juegos Floras de lo Rat Penat los trabajos sobre hagiografía titulados Monografía histórica del Real Monasterio del Puig, Monografía de la Cueva Santa de Altura, y Mariología de la Provincia de Alicante.
También investigó y publicó sobre nuestra literatura medieval, en este campo estuvo interesada por la escuela satírica valenciana, con títulos como Jaume Gassull, poeta satírico valenciano del siglo XV. L’estil, vocables dubtosos i castellanismes  (1971). Todos estos trabajos forman parte del legado de la autora que conserva la Biblioteca Valenciana Nicolau Primitiu, del que forma parte también una abundante documentación y borradores de más textos sobre Gassull (especialmente, la Brama dels llauradors de l’horta de València contra lo venerable mossén Fenollar i Lo somni de Joan Joan, Bonifaci Ferrer i la Biblia Valenciana, Violant d’Hongria, Bernat Fenollar i Lo procés de les olives, sant Vicent Ferrer (de quien publica el artículo titulado  «Sant Vicent Ferrer, un sant feminista» ), Joan Timoneda, Joanot Martorell ( «Remembrança de Tirant lo Blanch», Levante, 1969), etc.

## Carmelina novelista
Como novelista escribió uno de sus primeros libros, de hecho en castellano: Sobre estas tierras, novela costumbrista. Pero sin duda el libro que más relevancia literaria le proporcionó fue Matèria de Bretanya, escrita en valenciano.

## Reconocimientos
En 2008 fue distinguida "Valenciana del año 2008" por la Fundación Huguet y fue socia de honor de la AELC (Asociación de Escritores en Lengua Catalana). La Academia Valenciana de la Lengua la nombró Escritora del Año 2020.
A lo largo de la geografía valenciana hay varias calles y edificios que llevan su nombre. Entre otros, en 2010 se inauguró una plaza con su nombre en Altea y en 2011, dos años después de su muerte, se inauguró en Benicalap (Valencia) una biblioteca con su nombre. Asimismo, en 2017 las Cortes Valencianas realizaron un acto en homenaje coincidiendo con el Día de las Escritoras, con la presencia del presidente de las Cortes Valencianas Enric Morera, el presidente de la Generalidad Valenciana Ximo Puig y la exministra de Cultura Carmen Alborch.
El año 2017 se convocaron por primera vez los "Premis Altea de Literatura i Investigació", los cuales combinan varias modalidades como narrativa y ensayo, en valenciano, dentro de los cuales hay una sección, el Premio de Ensayo e Investigación Francisco Martínez y Martínez, en honor del abuelo de la escritora, y otro, el Premio Carmelina Sánchez-Cutillas de Novela y Prosa Creativa, dedicado a la autora de Altea.
En el año 2020, durante los actos de la semana de la mujer, del Ayuntamiento de Massalfassar inauguró la Sala Carmelina Sánchez-Cutillas, en honor a Carmelina. Ha sido nombrada por la Academia Valenciana de la Lengua Escritora del Año 2020. El nombramiento ha sido ampliado también el año 2021 por motivo del aplazamiento de las actividades 2020 por causa de la crisis de la Covid-19. El año 2021 Almassora le dedicó una plaza.

## Obras

### Poesía
- 1964 Un món rebel. Valencia: Successor de Vives Mora.[37][1]
- 1969 Conjugació en primera persona. [pròleg de Vicent Andrés Estellés]. Valencia: Successor de Vives Mora.[37][1]
- 1976 Els jeroglífics i la pedra de Rosetta. Valencia: Editorial Tres i Quatre.[37][1]
- 1980 Llibre d'amic i amada. Valencia: Fernando Torres.[37][1]

### Antologías de su obra poética
- 1997 Obra poètica (1970-1980). Valencia: Generalidad Valenciana.
- 2000 Trenta poemes. Antología bilingüe, editada y traducida al castellano por Lluís Alpera. Alicante: Instituto Juan Gil-Albert.

### Antologada como poeta en
- Les cinc branques (poesia femenina catalana). Compilat i ordenat per Esteve Albert i Corp, Roser Matheu i Sadó, Octavi Saltor, Antoni Sala-Cornadó i M. Assumpció Torras. Esteve Albert i Corp, Engordany, Andorra / Barcelona, 1975. (ISBN 8440084072), (ISBN  978-8440084071)
- Eròtiques i despentinades. Un recorregut de cent anys per la poesia catalana amb veu de dona. Arola Editors, Tarragona, 2008. (ISBN 978-84-92408-04-7).
- etc.

### Narrativa
- 1975 Matèria de Bretanya.  Valencia: Editorial Tres i Quatre.
- 1981 El llamp i la sageta dels records.[38] Cuento publicado en el primer número de la revista  L'Espill.[13]
- 1981 «A la reverent e honrada Sor Francina de Bellpuig, monja professa al convent de la Puritat e cara cosina nostra». Cairell. [Carta apócrifa de Sor Isabel de Villena (Valencia, 1430-1490) a una tal «Sor Francina de Bellpuig»].[13][39]

### Ensayo, literatura científica
Entre sus ensayos destacan sus ponencias y escritos sobre historia medieval y crítica literaria. Entre ellas destacan

#### Libros (estudios y biografías)
- 1957 Don Jaime el Conquistador en Alicante
- 1967 Lletres closes de Pere el Cerimoniós endreçades al Consell de València. Barcelona: Rafael Dalmau, 1967.[40]
- 1969 Notas sobre la estancia del infante don Pedro de Portugal en la corte del rey don Jaime I de Aragón.
- 1970 La fàbrica vella, dita de murs i valls. Presentado al VIII Congrés d’Història de la Corona d’Aragó (1969) y publicado como libro.[40]
- 1974 Francisco Martínez y Martínez. Un humanista alteano (1866-1946), biografía de su abuelo.

#### Artículos y ponencias
- «Sant Vicent Ferrer, un sant feminista»
- 1969 «Remembrança de Tirant lo Blanch», Levante.
- 1971 «Jaume Gassull, poeta satíric valencià del segle xv. L’estil, vocables dubtosos i castellanismes». Ponència al I Congrés d'Història del País Valencià.[40]

### Artículos sobre la autora
- La poesía de Carmelina Sánchez-Cutillas, Diario Información de Alicante, de 1 de febrero de 2001 (en valenciano)
- La escritora Carmelina Sánchez-Cutillas muere a los 82 años en Valencia Archivado el 28 de febrero de 2009 en Wayback Machine., Levante-EMV, de 24 de febrero de 2009
- La Academia Valenciana de la Llengua convierte 2020 el año de Carmelina Sánchez-Cutillas

- Datos: Q8338656
- Multimedia: Carmelina Sánchez-Cutillas / Q8338656
- Citas célebres: Carmelina Sánchez-Cutillas